# Tunnel Rammersberg
Der Tunnel Rammersberg ist ein 1362 m langer Eisenbahntunnel der Nantenbacher Kurve in Bayern. Er unterquert südlich von Gemünden am Main den Rammersberg und trägt daher seinen Namen.
Der Tunnel nimmt zwei Gleise auf einer Festen Fahrbahn auf, die planmäßig mit 200 km/h befahren werden können.

## Lage und Verlauf
Die Trasse des 1362 m langen Bauwerks beschreibt in südlicher Richtung eine Rechtskurve. Die Gradiente steigt dabei durchgehend mit 12,5 Promille an. Das Bauwerk durchörtert dabei Schichten des Muschelkalks.

## Geschichte
Der Tunnel wurde in Spritzbetonbauweise errichtet. Die Bauarbeiten wurden am 1. September 1991 begonnen. Der Tunnel wurde von Süden nach Norden vorgetrieben, um ein Naturschutzgebiet am Nordportal möglichst wenig zu belasten. Beauftragt war eine Arbeitsgemeinschaft. Als Tunnelpatin fungierte Inge Keller, die Ehefrau des Bürgermeisters von Karlstadt am Main.
Nach neunmonatigen Vortrieb wurde der Tunnel als letzter der Nantenbacher Kurve durchgeschlagen.
Das Bauwerk wurde am 22. Oktober 1991 angeschlagen und am 23. Juni 1992 durchgeschlagen. Das Bauwerk wurde als Teil der Nantenbacher Kurve 1994 in Betrieb genommen.